# 加拿大皇家内外科医学院
加拿大皇家内外科医学院（法語：  Collège royal des médecins et chirurgiens du Canada）是一所监管学院，是 1929 年根据议会特别法案成立的全国性非营利组织，负责监督加拿大专家的医学教育。
因此，皇家学院既既非颁发执照的机构，也非纪律机构。 
1. ↑  . Toronto Notes for Medical Students. 29 July 2018. ISBN 9780980939774.